# Przemysław Wiktor Odrowąż-Pieniążek
Przemysław Wiktor Odrowąż-Pieniążek (né en 1850 et mort en 1916) est un médecin polonais. Il est considéré comme le premier spécialiste dans le domaine de laryngologie dans l'histoire de la médecine polonaise.

## Biographie
Il fait ses études à Cracovie et à Vienne. Une fois diplômé il examine les maladies des oreilles, de la gorge, du nez et du larynx. C'est le premier polonais à réaliser une bronchoscopie inférieure, en 1872. Il ne la décrit qu'en 1901.
En 1884 il effectue la première trachéobronchoscopie au monde.